# Leopoldo Romeo y Sanz
Leopoldo Romeo y Sanz (Saragossa, 15 de novembre de 1870-Madrid, 26 de març de 1925) va ser un periodista i polític espanyol. També va ser conegut pel seu pseudònim periodístic de Juan de Aragón.

## Biografia
Va néixer a Saragossa el 15 de novembre de 1870. Director del periòdic La Correspondencia de España entre 1902 i 1922, el seu ideari periodístic prioritzava la notícia i la informació, menyspreant la literatura. Va escriure també a El Tiempo i va fundar Informaciones (1922) i El Evangelio. Es va donar a conèixer amb el pseudònim de «Juan de Aragón».
A les eleccions de 1905 va ser elegit diputat a Corts per Santa Cruz de Tenerife. Després de la mort del periodista Juan Pedro Barcelona en 1906, Leopoldo Romeo, que era aficionat al duel, va abandonar aquesta última activitat. En 1909, després d'un viatge a Melilla, Leopoldo Romeo publicaria articles amb al·legats antibèl·lics, pels quals va arribar a ser empresonat en aplicar-se-li la Llei de Jurisdiccions.
Després de les eleccions de 1910, en les quals va obtenir 10.004 vots al districte electoral de Saragossa, es convertiria en diputat per aquest districte. En els comicis de 1914, 1916, 1918, 1919, 1920 i 1923 va obtenir escó pel districte de Belchite.
Va exercir de governador civil de la província de Madrid entre el 14 de desembre de 1918 i el 18 d'abril de 1919.
Va morir a Madrid el 26 de març de 1925..